# Walter Kruse (Künstler)
Walter Kruse (* 27. Oktober 1912 in Herford; † 19. April 1999 in Sundern) war ein deutscher Bildhauer, der lange in Bochum lebte.

## Wirken
Kruse studierte Bildhauerei in München. Ein Wohnsitz um 1938 in der Schleißheimer Straße 124 ist belegt.
Neben seiner Tätigkeit als Künstler wirkte er später als Kunsterzieher an der Jacob-Mayer-Realschule, später an der Annette-von-Droste-Hülshoff-Schule. Bis Pfingsten 1975 hatte er ein Atelier in einer alten Zechenhalle auf dem Constantin-Gelände an der Herner Straße in Bochum, das dreimal zerstört wurde, woraufhin er verzweifelt den Entschluss fasste, nicht mehr in Bochum als Künstler zu arbeiten und einen wesentlichen Teil seiner noch im Atelier befindlichen Werke selbst zerstörte. Er blieb noch mindestens bis zu seiner Pensionierung 1977 in der Flottmannstraße wohnhaft und ging dann nach Sundern. Einige seiner Arbeiten waren Auftragsarbeiten seiner Geburtsstadt, unter anderem eine Büste von Otto Weddigen, die im
Heimatmuseum Herford ihren Platz finden sollte.

### Ausstellungen
Kruse nahm unter anderem 1939 (Porträt Josef Stolzing-Cerny), 1940 (Porträt Franz Dannehl) und 1944 (Porträt Georg Hann) an der Großen Deutschen Kunstausstellung teil. In Düsseldorf nahm er 1952 an der Kunstausstellung Eisen und Stahl teil. 1963 stellte er im Rahmen der Großen Kunstausstellung wieder im Haus der Kunst aus („Der Blinde“) und 1997 war im Münchner Lenbachhaus eine figürliche Plastik von ihm ausgestellt.

### Kunst im Öffentlichen Raum
Bekannte Nachgestaltungsarbeiten im öffentlichen Raum sind in Herford der Wittekindbrunnen (1959) sowie in Bochum das Kuhhirtendenkmal (1962).
Eigene erhaltene Arbeiten im öffentlichen Raum sind in Bochum die Reliefs an der Trauerhalle des Blumenfriedhofs (1957) und eine Betonplastik vor der „Regenbogenschule“ (Grundschule Preins Feld 3; 1967–1968).

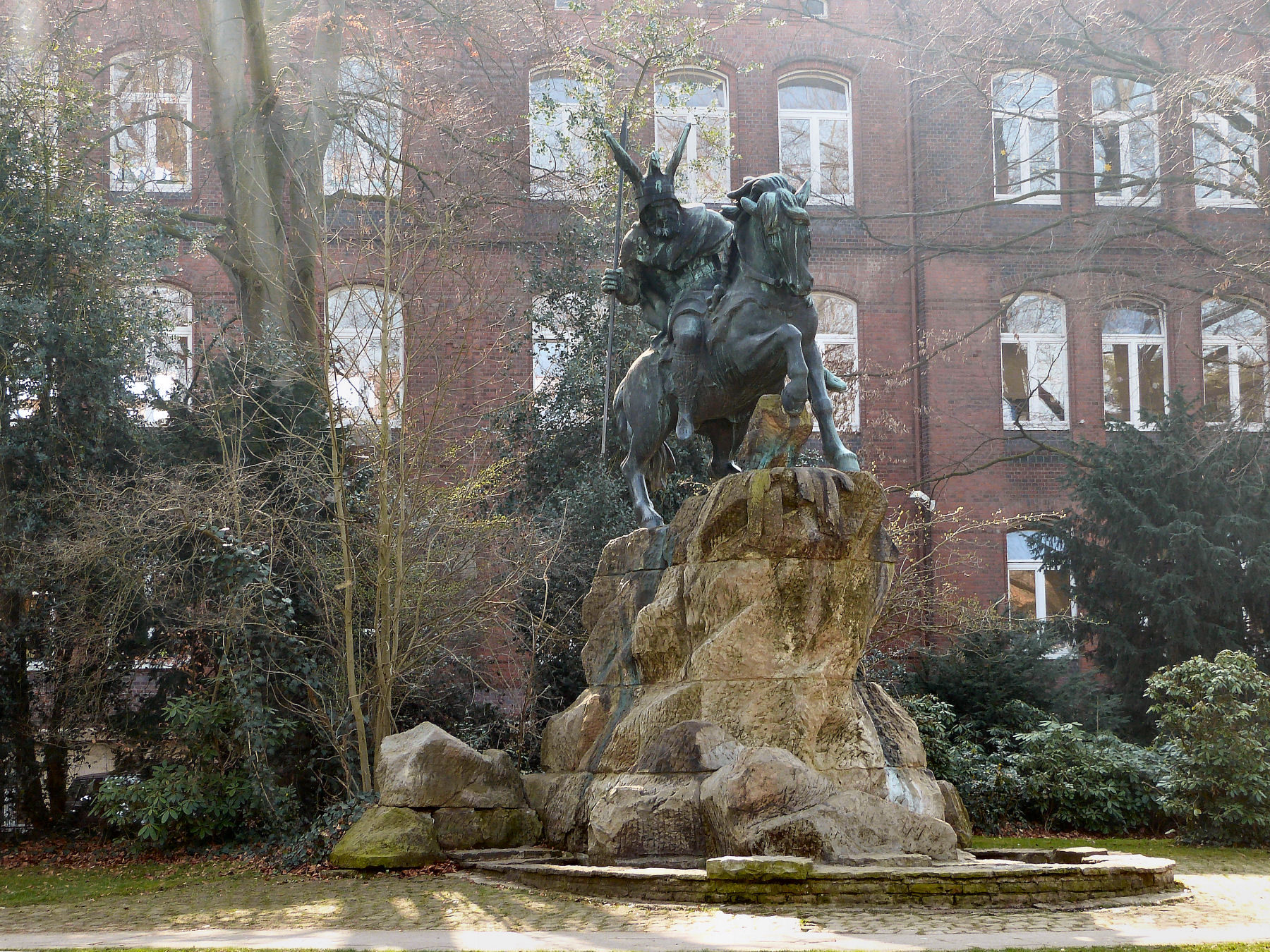
Widukind-Denkmal (Nachgestaltung von 1959) nach dem Original von Heinrich Wefing in Herford
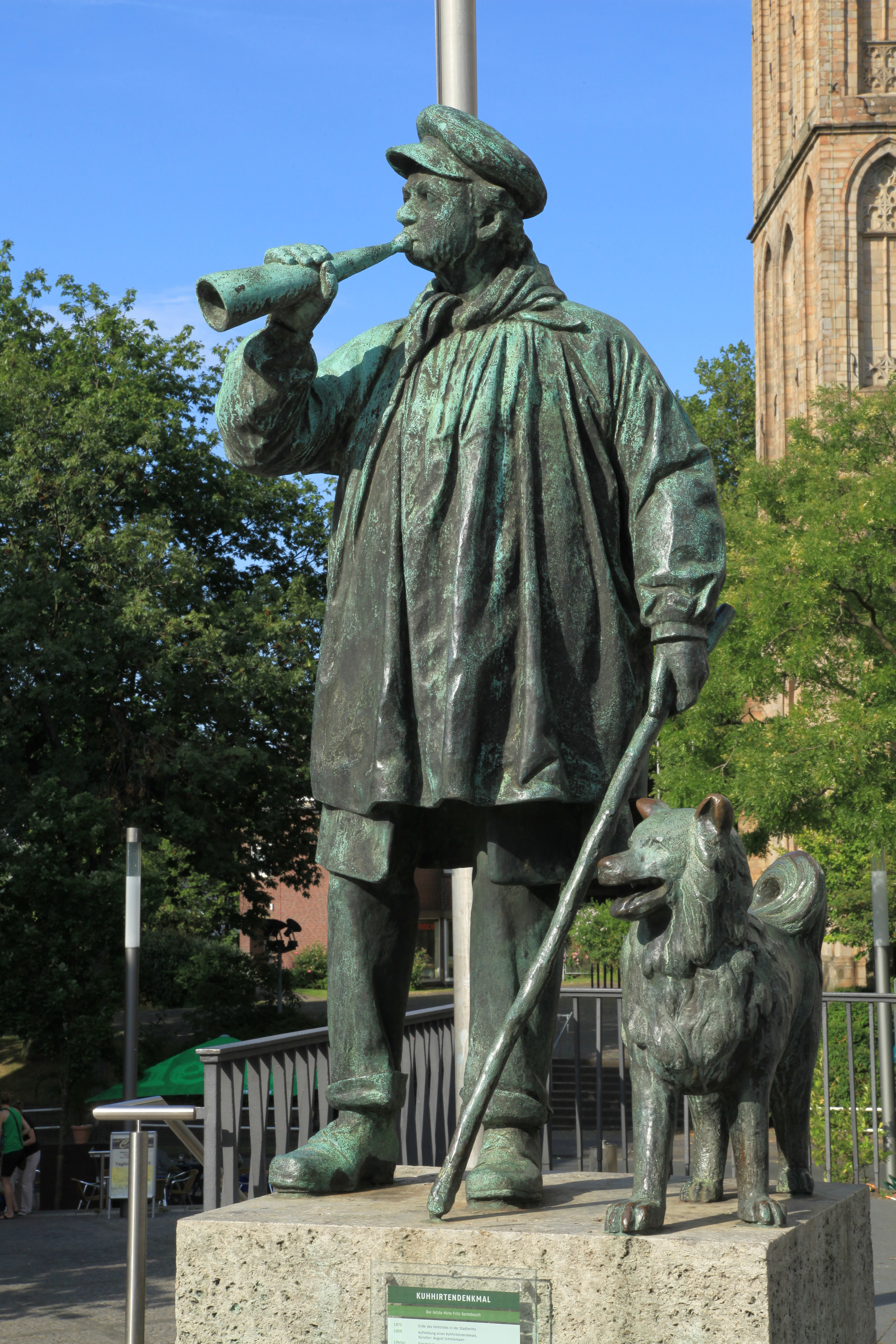
Kuhhirtendenkmal (Nachgestaltung von 1962) in Bochum